# Technolit
Die Technolit GmbH (Eigenschreibweise: TECHNOLIT) ist ein 1979 gegründetes, mittelständiges Handelsunternehmen mit Sitz in Großenlüder im Landkreis Fulda in Hessen. Es umfasst die Bereiche Schweißtechnik, chemisch-technische Produkte, Schleif- und Trenntechnik, Werkzeuge und Maschinen sowie Werkstattbedarf für Handwerk und Kfz. Technolit ist Teil der Langgroup und beschäftigt über 1500 Mitarbeiter im Innen- und Außendienst (Stand: 2025).

## Unternehmensgeschichte
Die Technolit GmbH wurde am 18. Juli 1979 von Wilhelm Lang gegründet. Der Unternehmensstart erfolgte in einer Garage sowie einem Büro im Wohnhaus des Gründers in Großenlüder. In den Folgejahren expandierte das Unternehmen zügig. 1981 wurde im Industriegebiet Großenlüder das erste Firmengebäude errichtet. Bereits Mitte der 1980er-Jahre begann Technolit mit der Internationalisierung: Tochtergesellschaften und Vertriebsorganisationen entstanden in Österreich (1985), den Niederlanden (1986), Italien (1989) und der Schweiz (1990).
1990er-Jahre
Die Produktpalette wurde kontinuierlich erweitert. 1993 begann der Bau eines neuen Verwaltungsgebäudes mit Platz für über 200 Mitarbeitende. Im selben Jahr erhielt Technolit den großen Eignungsnachweis des DVS als eingetragener Schweißfachbetrieb nach DIN 18800. 1996 folgte die Zertifizierung des Qualitätsmanagementsystems nach DIN EN ISO 9001. Die Expansion in Europa setzte sich fort, u. a. mit Vertriebsorganisationen in Belgien, Luxemburg (1997) und Dänemark (1998).
2000er-Jahre
Trotz wirtschaftlich schwieriger Rahmenbedingungen in Deutschland setzte Technolit auf Wachstum. Im Jahr 2000 wurde mit über 1000 Mitarbeitenden ein neuer Höchststand erreicht. Neue Märkte wurden u. a. in Schweden, Tschechien (2001), Polen und Ungarn (2006) erschlossen. Die Digitalisierung wurde durch den Aufbau elektronischer Archivsysteme vorangetrieben. 2009 erhielt Technolit den 2. Platz beim hessischen Wirtschaftspreis „Hessen-Champions“ in der Kategorie „Jobmotor“.
2010er-Jahre
2010 gewann Technolit den „Großen Preis des Mittelstandes“ der Oskar-Patzelt-Stiftung. 2011 wurde das Unternehmen als „Wachstums-Champion 2011/12“ ausgezeichnet. Die Mitarbeiterzahl stieg weiter an, 2012 waren rund 1550 Personen im Innen- und Außendienst beschäftigt. In den folgenden Jahren wurde in Lagertechnik, Büroflächen und die Logistik investiert. 2016 übernahm Simone Lang, Tochter des Firmengründers, die strategische Führung als geschäftsführende Gesellschafterin. Im selben Jahr wurde die Unternehmensgruppe zur LANGGROUP umstrukturiert. 2017 erfolgte die Re-Zertifizierung nach ISO 9001:2015 und 14001:2015 sowie die Zertifizierung nach EN 1090 für schweißtechnische Leistungen.
2019 feierte Technolit das 40-jährige Bestehen und wurde vom F.A.Z.-Institut als einer der „begehrtesten Arbeitgeber Deutschlands“ ausgezeichnet.
seit 2020
2021 nahm das Unternehmen eine Photovoltaik-Anlage mit 4200 m² Fläche am Standort Großenlüder in Betrieb, um die Energieversorgung nachhaltiger zu gestalten.

## Produkte und Leistungen
Technolit bietet ein breites Sortiment an Produkten und Dienstleistungen für Handwerk, Industrie, Bau und Kfz-Werkstätten. Kunden profitieren von persönlicher Beratung durch den Außendienst sowie einem umfangreichen technischen Support. Der Vertrieb erfolgt über den Außendienst sowie über den firmeneigenen Online-Shop. Zum Produktportfolio zählen unter anderem:
- Schweißtechnik: Geräte, Zusatzwerkstoffe, Zubehör und persönliche Schutzausrüstung für Schweißarbeiten
- Trenn-, Schleif- und Reinigungstechnik: Trennscheiben, Schleifmittel, Bürsten, Reinigungsmittel und Absaugtechnik
- Werkzeuge und Maschinen: Handwerkzeuge, Elektrowerkzeuge, Werkstatteinrichtung und Hebetechnik
- Fahrzeugchemie und chemisch-technische Produkte: Bremsenreiniger, Korrosionsschutz, Montagepasten, Kleb- und Dichtstoffe
- Betriebsausstattung: Lagereinrichtungen, Werkbänke, Transportgeräte und Kennzeichnungssysteme
- Arbeitsschutz: Berufsbekleidung, Handschuhe, Helme, Gehör- und Augenschutz
- Kfz-spezifische Produkte: Verbrauchsmaterialien, Werkzeuge, Reparaturlösungen und Spezialchemie für den Fahrzeugservice